# OVD-Info
OVD-Info (rusky ОВД-Инфо) je ruská nestátní nezisková organizace, nezávislý lidskoprávní informační servis s cílem mapovat politické persekuce v Rusku a právní servis s cílem pomáhat obětem těchto persekucí.

## Historie

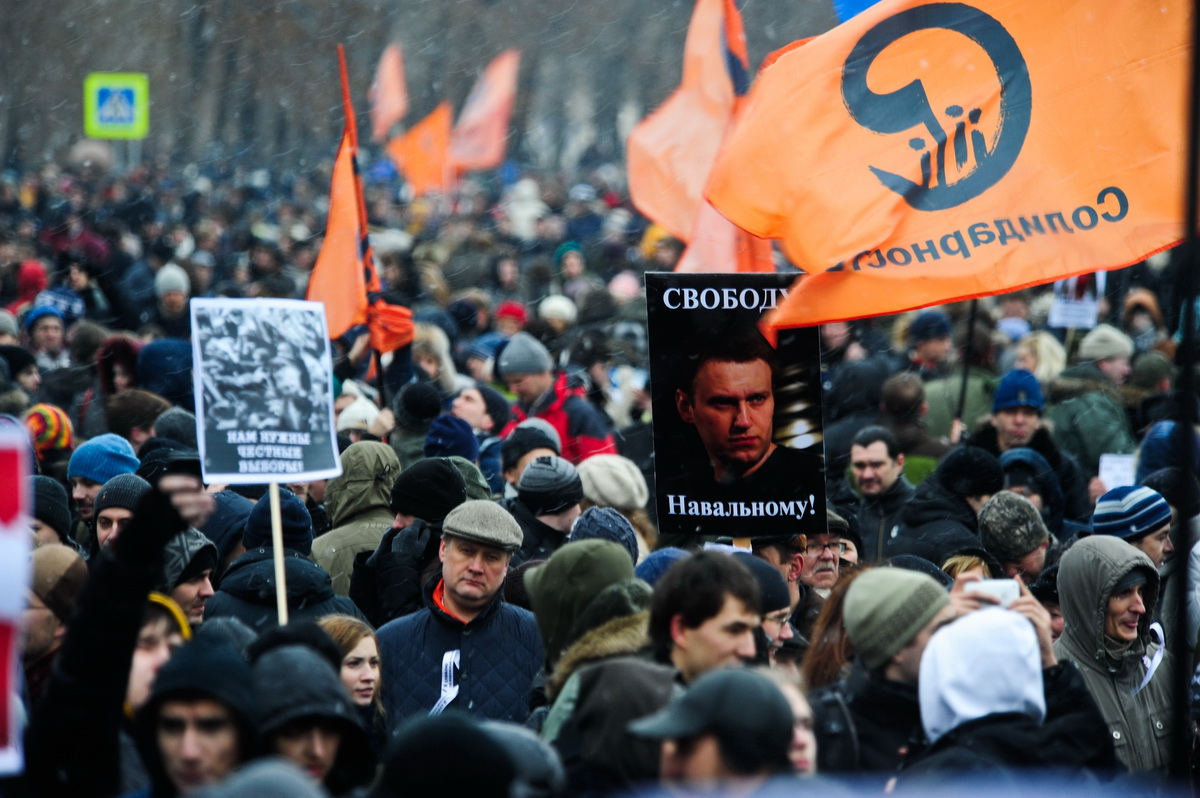
Protesty v Rusku v roce 2011

OVD je ruská zkratka pro Отдел внутренних дел čili Oddělení vnitřních záležitostí – tak jsou v Rusku často nazývána policejní oddělení. Organizace vznikla v roce 2011 během rozsáhlých protestů v Rusku, které vznikly v reakci na podezření na zmanipulování tehdejších parlamentních voleb.
Práce OVD-Info spočívá v pečlivém sledování protestů v ulicích Ruska a počítání zatčených. Ruské úřady o počtech zatčených mlčí nebo je podhodnocují, nezávislá média proto začala spoléhat na informace poskytované OVD-Info. Obětem persekucí organizace poskytuje právní pomoc a její právníci pomáhají zadrženým u soudů i na policejních stanicích.
V roce 2012 byl přijat zákon o zahraničních agentech, na základě kterého ruské ministerstvo spravedlnosti zařazovalo na státní seznam zahraničních agentů rozličné neziskové organizace. Později byl tento zákon rozšířen i na média a jednotlivce a na seznam zapsány například televize Dožď, investigativní servery The Insider a Važnyje istorii nebo zpravodajský server VTimes, který v reakci na to zanikl. Takto označené organizace podléhaly přísnějším byrokratickým kontrolám a musely být viditelně označené prohlášením, že „plní funkci zahraničního agenta“. V září 2021 takto ministerstvo označilo i organizaci OVD-Info.
Ruský soud potom rozhodl, že organizace má za cíl propagaci terorismu a extremismu, což byla podle kritiků pouze záminka k umlčení vládě nepohodlných médií, a že mají být v Rusku zablokovány její internetové stránky. K tomu přistoupil ruský cenzurní úřad Roskomnadzor v prosinci 2021.